# Мустафа Юмер
Мустафа Юмер е български политик, бивш председател на „Демократичната лига за защита правата на човека в България“ и бивш председател на Общинския съвет в Крумовград.
След като завършва Педагогическия институт в Кърджали, работи като начален учител. През 1980 г. завършва философия в СУ "Климент Охридски”. От 1980 до 1985 г. е учител в Средното авторемонтно училище в Крумовград.
През декември 1984 г. открито се противопоставя на насилственото преименуване в Крумовградско. През януари 1985 г. е уволнен поради "политическа непригодност”. Дъщеря му, която е в десети клас, е изключена от училище. Година и половина след това Мустафа Юмер работи в строителството.
В средата на 1986 г. е интерниран най-напред в село Кунино, а после в с. Комарево, Врачанско. На 13 ноември 1988 г. заедно със Сабри Искендер и Али Орманлъ основават „Демократичната лига за защита правата на човека в България“. За председател на Демократичната лига е избран Мустафа Юмер, който е идеологът на организацията.
На 4 юни 1989 година е насилствено изгонен от родината си, след промените през 1990-те се завръща.